# ريتشارد ديكسون (كيميائي)
ريتشارد ديكسون (بالإنجليزية: Richard Dixon)‏ هو كيميائي بريطاني، ولد في 25 ديسمبر 1930 في Borough Green ‏ في المملكة المتحدة.